# Sigurd Jørgensen
Sigurd Kristian Kastrup Jørgensen, född 23 maj 1922 i Danmark, död 22 september 2006 i Lidingö, var en  filmproducent, produktionsledare och regiassistent.
Han är begravd på Lidingö kyrkogård.

## Filmografi

### Producent
- 1961 – Ljuvlig är sommarnatten
- 1968 – Markurells i Wadköping
- 1969 – Håll polisen utanför (TV-serie)
- 1969 – Konfrontation
- 1972–1974 – Bröderna Malm (TV-serie)
- 1976 – Kamrer Gunnarsson i skärgården
- 1982 – Zoombie (TV-serie)
- 1984 – Pengarna gör mannen
- 1987 – Goda grannar (TV-serie)

### Produktionsledare
- 1960 - Av hjärtans lust
- 1961 - Ljuvlig är sommarnatten
- 1962 - Biljett till paradiset
- 1964 - Drömpojken
- 1964 - Är du inte riktigt klok?
- 1965 - Jakten
- 1966 - Prinsessan
- 1967 - 2:50
- 1969 - Fadern
- 1971 - Lavforsen - by i Norrland
- 1981 - Skärp dig, älskling!
- 1990 - Gränslots

### Regiassistent
- 1958 - Kvinna i leopard
- 1959 - Enslingen i blåsväder
- 1959 - Raggare!